# Pierre Cambronne
Pierre Cambronne, francoski general, * 1770, † 1842.
1. ↑  podatkovna baza Léonore — ministère de la Culture.
2. 1 2  SNAC — 2010.
3. ↑  Brockhaus Enzyklopädie